# Marginalvetenskap
Marginalvetenskap (eng. fringe science) är ett uttryck för att beskriva vetenskaplig frågeställning inom ett etablerat fält, vilken avviker markant från den gällande huvudfåran, mainstream, eller ortodoxa teorier. Marginalvetenskap kan vara ett forskningsområde som ännu inte anses vara ”riktig” vetenskap, protovetenskap, men som likväl iakttar regler och standard för god vetenskaplig metod, och det jämförelsevis fria och spekulativa tänkandet kan ibland vara av stort värde för vetenskapen som helhet.  Marginalvetenskap befinner sig, per definition, i utkanten av en redan godtagen disciplin.

## Definition
En definition av marginalvetenskap i relation till protovetenskap ges av följande tabell:
|             |                                                  |                                     |                | Systematiserad som vetenskaplig definition |
|             |                                                  | Som hanteras med vetenskaplig metod |                |                                            |
|             | Låtsas vara vetenskap eller ser ut som vetenskap |                                     |                |                                            |
| Vidskepelse | Pseudovetenskap                                  | Marginalvetenskap                   | Protovetenskap | （Mainstream）vetenskap                    |

På grundval av frågeställandets hypotes och metoder kan vissa fall av marginalvetenskap bli införlivade i eller uteslutna ur kanoniserad faktisk vetenskap. Som med alla kategorier är oenigheten vida spridd, när det gäller vilka idéer som är legitim marginalvetenskap inom viss disciplin och vilka idéer som hör till de andra nedan listade kategorier. Karolinska Institutet har således angivit riktlinjer för man bör nalkas problemet.
Marginalvetenskap kan särskiljas från andra nedsättande beteckningar som
- Pseudovetenskap eller kvasivetenskap, som saknar falsifierbarhet, vetenskaplig metod eller brister i reproducerbarhet.
- Skräpvetenskap, som drivs av att nå ett på förhand uppsatt resultat. Forskaren har en egen agenda som färgar experiment, metoder och tolkning av resultat.
- Dålig vetenskap, som är klen och skral för att metoderna inte är tillräckligt stringenta.

Relaterade begrepp är
- Kontroversiell vetenskap
- Alternativa, spekulativa och ifrågasatta teorier
- Föråldrade vetenskapliga teorier

## Exempel
Marginalvetenskap är snarare potentiellt ”riktig” vetenskap som ligger på kanten av huvudfåran och brett accepterade teorier. Marginalvetenskap ses av flertalet vetenskapsmän visserligen som osannolik men därför inte nödvändigtvis irrationell. Ett betydande antal av dagens mest allmänt godtagna teorier (till exempel heliocentriska systemet, Big Bang, utvecklingsläran och plattektoniken) hade sitt ursprung som marginalvetenskapliga hypoteser.

## Källhänvisningar
1. ↑  Thomas Kuhn: Reflections on my critics.  In: Imre Lakatos and A. Musgrave : Criticism and the growth of knowledge. Cambridge University Press, London (1974), sid. 231–278.
2. ↑  KI om hur man avgör vetenskaplighet Arkiverad 11 juni 2007 hämtat från the Wayback Machine. inom medicinen